# Lepidemathis unicolor
Lepidemathis unicolor is een spinnensoort in de taxonomische indeling van de springspinnen (Salticidae).
Het dier behoort tot het geslacht Lepidemathis. De wetenschappelijke naam van de soort werd voor het eerst geldig gepubliceerd in 1880 door Karsch.